# همیلتون (فیلم ۲۰۲۰)
همیلتون (به انگلیسی: Hamilton) نام فیلم موزیکال برگرفته از نمایش برادوی با همین نام و ساختهٔ ایالات متحده در سال ۲۰۲۰ توسط شرکت دیزنی پلاس است. این نمایش بر اساس کتاب زندگی‌نامهٔ الکساندر همیلتون ساخته شده‌است. تهیه‌کنندگی، نویسندگی و آهنگسازی این نمایش توسط لین-مانوئل میرندا انجام شده‌است. میرندا خود در این نمایش بعنوان الکساندر همیلتون، نقش اصلی، به ایفای نقش می‌پردازد.
موفقیت فراوان این نمایش ضبط‌شده باعث شد که از تئاتر عمومی نیویورک به برادوی برود و در سال ۲۰۱۵ و ۲۰۱۶ برای جوایز تونی و اولیویه نامزد و در بسیاری از موارد و زمینه‌ها برنده شد.
این نمایش برای ۱۵ اکتبر ۲۰۲۱ برنامه‌ریزی شده بود ولی بخاطر دنیاگیری کروناویروس از طریق شبکهٔ دیزنی پلاس در تاریخ ۳ ژوئیه ۲۰۲۰ (شب قبل روز استقلال آمریکا) منتشر شد.

## داستان
این فیلم به زندگی الکساندر همیلتون، از پدران بنیان‌گذار ایالات متحده آمریکا و همسرش الیزابت اسکایلر می‌پردازد.
فیلم با دوئل بر-همیلتون و مرگ الکساندر همیلتون به پایان می‌رسد.

## شخصیت‌ها
لین-منوئل میراندا نقش الکساندر همیلتون، داوید دیگز نقش‌های مارکی دولافایت و توماس جفرسون، رنی الیس گولدزبری نقش آنجلیکا اسکایلر، لزلی اودوم جونیور نقش آرون بر، کریستوفر جکسون نقش جرج واشینگتن، جاناتان گراف نقش شاه جرج ویلیام فردریک یا جرج سوم، فیلیپا سو نقش الیزابت همیلتون، جاسمین سیفاس جونز نقش‌های پگی اسکایلر و ماریا رینولدز، اوکریتی اوناداون نقش‌های هرکولیس مالیگان و جیمز مدیسون و البته آنتونی راموس نقش‌های جان لورنز و فیلیپ همیلتون را در فیلم همیلتن ایفا می‌کنند.

## تهیه
فیلمبرداری این فیلم در ماه ژوئن سال ۲۰۱۶ در سالن تئاتر ریچارد راجرز واقع در برادوی انجام شده‌است. اقتباس سینمایی همیلتون از تکنیک «لایو کپچر» برای ترکیب بهترین المان‌های سینما و تئاترِ زنده استفاده می‌کند که ماحصل آن اجرایی سینمایی روی صحنه است. برای ساخت این نسخهٔ سینمایی از ۳ اجرای زنده و تصاویری از اجراهایی بدون حضور تماشاگر بهره گرفته شد تا از زوایای چندگانه فیلم شکل بگیرد.
لین-منوئل میرندا دربارهٔ فیلم گفت: «من از قدیم شیفتهٔ داستان‌گویی موزیکالِ دیزنی در آثاری چون انیمیشن علاءالدین، دیو و دلبر و پری دریایی کوچولو بودم که با همکاری آلن منکن و هاوارد اشمن افسانه‌ای، به تعالی می‌رسد. من به آنچه تامی کیل برای فیلمبرداری نسخهٔ سینمایی همیلتون انجام داده‌است، افتخار می‌کنم. ما از اینکه با همکاری دیزنی امکان تماشای تئاتر موزیکال همیلتون را برای مخاطبین بیشتری فراهم می‌کنیم، هیجان‌زده‌ایم.»
باب ایگر، مدیرعامل دیزنی، گفته‌است: «لین مانوئل میراندا خالق تئاتر «همیلتون» بود که به یک پدیده فرهنگی واقعی تبدیل شد. همه آن‌هایی که نمایش را با بازیگران اصلی دیدند هرگز آن تجربه را فراموش نمی‌کنند و ما بسیار خوشحالیم که فرصت به اشتراک گذاشتن تجربه دیدن تئاتر برادوی را با میلیون‌ها نفر در سراسر دنیا داریم.»

## نظرات منتقدین
تئاتر همیلتون که اولین‌بار در سال ۲۰۱۵ روی صحنه رفت، به‌سرعت سروصدای زیادی به پا کرد و توانست جوایز متعددی نظیر جایزهٔ تونی، گرمی و پولیتزر به‌دست‌آورد. این فیلم نیز که در واقع نسخه‌ای از همان تئاتر است، نظرات بسیار مثبتی از سوی منتقدین دریافت کرده‌است.
از میان نظرات مثبت نشریات و رسانه‌های سینما و تلویزیون می‌توان به راتن تومیتوز، متاکریتیک، ورایتی، لس آنجلس تایمز، ایندی‌وایر، هالیوود ریپورتر و نیویورک تایمز اشاره نمود.